# Římskokatolická farnost Palupín
Římskokatolická farnost Palupín je územní společenství římských katolíků v rámci telčského děkanství brněnské diecéze s farním kostelem svatého Václava.

## Historie farnosti
První zmínka o obci pochází z roku 1368. Historie obce je do značné míry historií panského dvora. Tento statek přecházel stále z ruky do ruky. Kostel svatého Václava zřídil pro evangelíky roku 1617 majitel velkostatku Jindřich Václav Radkovec z Mírovic. Od roku 1620 slouží kostel římskokatolické církvi. 

## Duchovní správci
Administrátorem excurrendo byl R. D. Stanislav Forst. Od 1. září 2018 byl administrátorem farnosti R. D. Mgr. Josef Maincl z Telče. 1. září 2023 se pak administrátorem stal R. D. Martin Hönig.

## Bohoslužby
| Kostel          | Místo   | Bohoslužba (den) | Hodina | Poznámka     |
| --------------- | ------- | ---------------- | ------ | ------------ |
| svatého Václava | Palupín | neděle           | 9.45   | farní kostel |

## Aktivity ve farnosti
Dnem vzájemných modliteb farností za bohoslovce a bohoslovců za farnosti brněnské diecéze je 15. prosinec. Adorační den připadá na nejbližší neděli po 28. dubnu.
Ve farnosti se pravidelně koná tříkrálová sbírka.V roce 2016 se při sbírce vybralo na Dačicku 298 574 korun, o rok později činil výtěžek na Dačicku 298 561 korun.